# Megaregioni degli Stati Uniti d'America

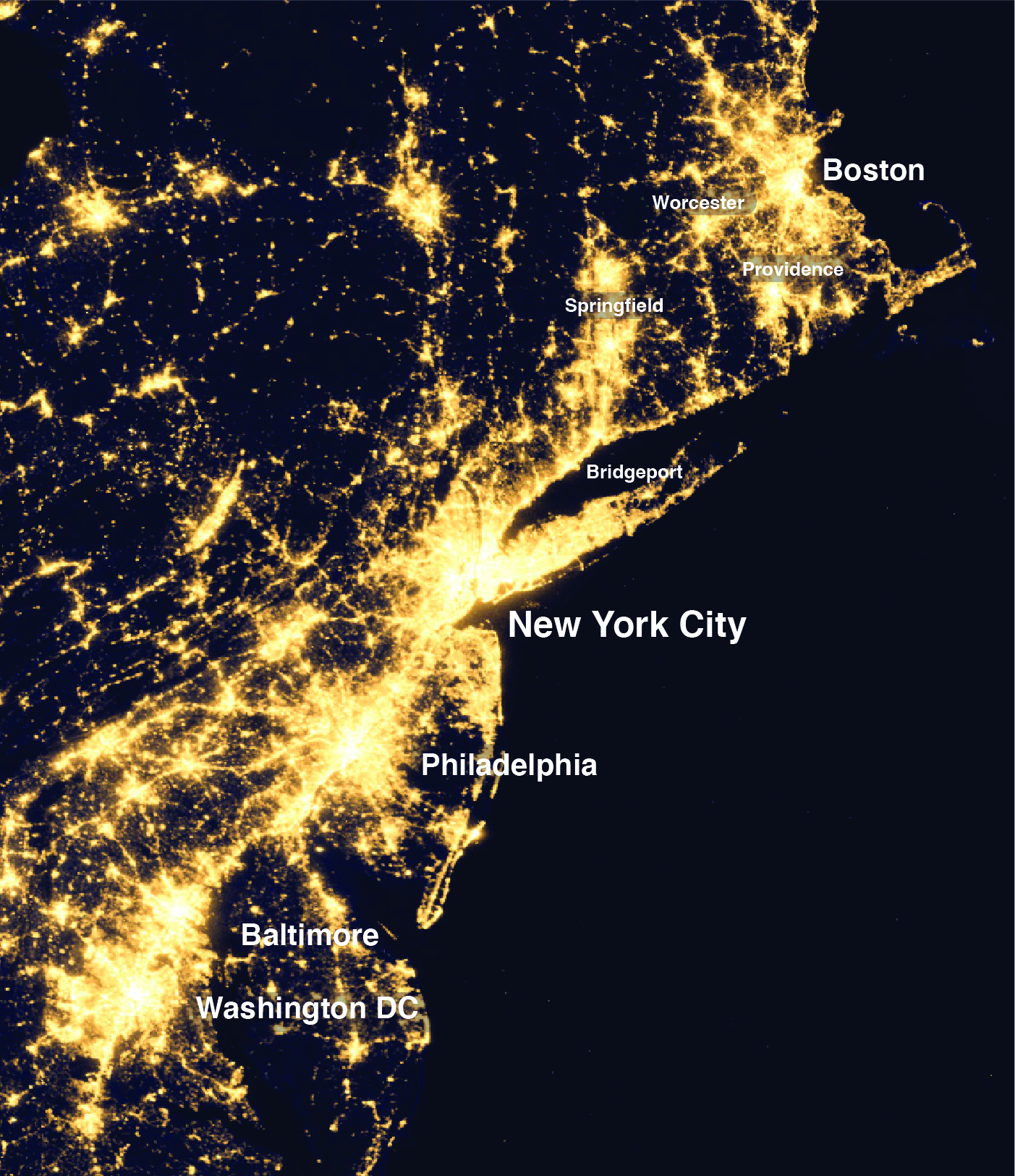
La megaregione nord-orientale (megalopoli) di notte. L'immagine è stata raccolta dal satellite Suomi NPP nell'aprile e ottobre 2012, NASA Earth Observatory/NOAA NGDC.

Le megaregioni degli Stati Uniti d'America sono generalmente considerate come regioni degli Stati Uniti che contengono due o più aree metropolitane adiacenti che, attraverso la condivisione di sistemi (di trasporto, economici, delle risorse e dell'ecologia), presentano confini poco definiti tra i centri urbani, che le fanno sembrare un'unica area contigua. Il termine antecedente, di cui "megaregione" è sinonimo, è megalopoli, che fu coniato da Jean Gottmann a metà del XX secolo in relazione al corridoio che da Boston si estende fino a Washington nel nord-est atlantico. America 2050, un progetto della Regional Plan Association, elenca 11 megaregioni che comprendono regioni urbane degli Stati Uniti, del Canada e del Messico (come la megalopoli del Grandi Laghi e la megaregione nord-orientale). Nel dicembre 2000, queste reti di città americane contenevano una popolazione totale stimata superiore ai 280 milioni di persone.

## Definizione
Secondo l'opinione di un gruppo di ricerca del Texas il cui obiettivo sono "iniziative di istruzione e diffusione tecnologica per migliorare la mobilità delle persone e delle merci nelle comunità urbane e rurali delle megaregioni", non ci sono definizioni uniche, preponderanti e generalmente accettate sulle caratteristiche statutarie e regolatorie di una megaregione. Storicamente, si tratta del termine moderno applicato alla geografia, alla pianificazione urbana e alle comunità collegate attraverso il piano America 2050 per descrivere un gruppo di due o più aree metropolitane adiacenti che, attraverso la condivisione di sistemi (di trasporto, di economia, di risorse e di ecologia) fanno sì che i confini tra i centri di popolazione siano sfumati e che, anche se rimane un certo grado di separazione, vi è la percezione di un'area urbana continua.
Il diretto antecedente dell'entità megaregione è il termine megalopoli, che fu riadattato dal significato precedente da Jean Gottmann dell'Università di Parigi e dell'Institute for Advanced Study a Princeton alla fine degli anni '50 e all'inizio degli '60. Gottmann diresse ""A Study of Megalopolis" per The Twentieth Century Fund, applicando quel termine ad un'analisi della costa urbanizzata nord-orientale degli Stati Uniti che si estendeva da Boston a nord fino a Washington a sud e che includeva New York, Filadelfia e Baltimora, chiamata megalopoli nord-orientale, che divenne nota come "megaregione nord-orientale" nei lavori di America 2050 e del suo sponsor, la Regional Plan Association (RPA). Una descrizione più ampia per la stessa entità edfinisce la megaregione come un largo insieme di regioni metropolitane che condividono alcune o tutti i seguenti caratteri:
- ambiente e topografia
- infrastrutture
- collegamenti economici
- criteri di utilizzo della terra e urbani
- cultura e storia.[6]

Secondo RPA, ad oggi più del 70% della popolazione degli Stati Uniti e le opportunità di impiego sono situate nelle undici megaregioni identificate. Le megaregioni stanno divenendo le nuove unità competitive nella grande economia globale, caratterizzate dalla crescita di movimento di merci, persone e capitali tra di esse. Le "New Megas", afferma Richard Florida, "sono le nuove unità organizzative economiche del mondo, e producono il cuore della sua ricchezza, attraendo molta parte dei talenti e generando la quota maggioritaria di innovazione".

### Le 11 megaregioni

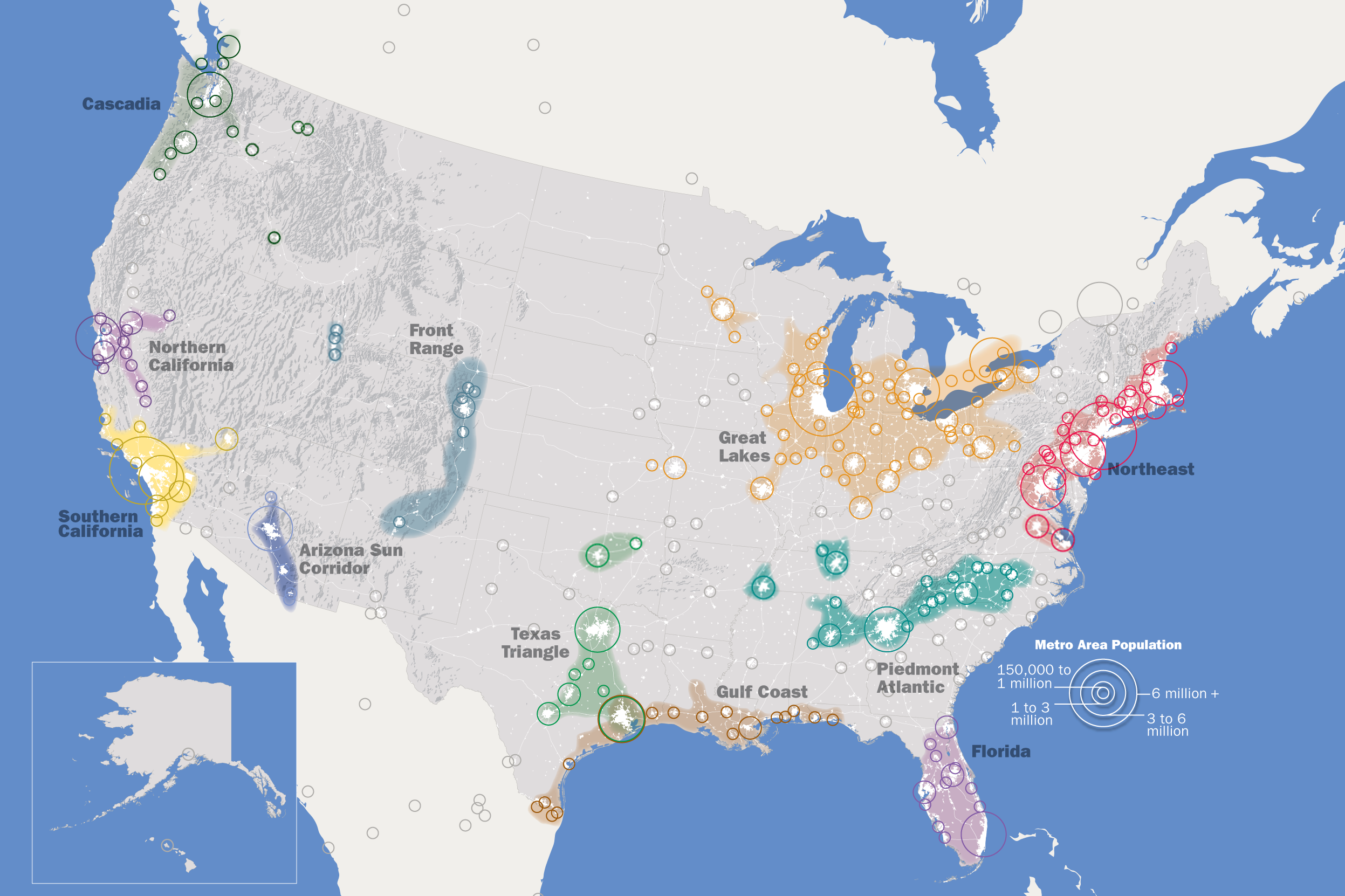
Cartina degli Stati Uniti della Regional Plan Association che mostra le 11 megaregioni

Le undici megaregioni identificate dalla RPA sono:
- megaregione dell'Arizona Sun Corridor (si estende nel Messico).
- megaregione del Nord-ovest Pacifico (Cascadia; si estende nel Canada).[11] La definizione della RPA di questa regione non comprende l'area metropolitana di Boise in Idaho,[12] anche se questa è inclusa in alcune definizioni di Nord-ovest Pacifico.[13][14] L'area di Boise è lontana centinaia di chilometri da ogni altra area inclusa nella definizione di RPA di "Cascadia".[12]
- megaregione della Florida; la megaregione non copre l'intero stato, esclude il Panhandle e diverse contee rurali ad est. L'area metropolitana di Pensacola e Fort Walton Beach nell'estremo ovest del Panhandle sono invece incluse nella megaregione della Costa del Golfo.
- megaregione del Front Range. La parte settentrionale di questa megaregione inizia nell'area del Colorado e Wyoming chiamata Front Range Urban Corridor, e si estende verso sud seguendo la Interstate 25 lungo il versante orientale delle Montagne Rocciose fino al loro estremo meridionale nel Nuovo Messico, comprendendo le aree metropolitane di Santa Fe e Albuquerque. La definizione dei RPA incolude anche la regione geograficamente distaccata del Wasatch Front in Utah.
- megaregione dei Grandi Laghi; questa megalopoli si estende nel Canada i cui geografi, comprendendo Ottawa, Montreal e Quebec City, hanno un approccio più inclusivo rispetto alla RPA americana nella definizione del settore canadese della regione. La definizione della RPA della porzione americana della regione comprende le aree metropolitane geograficamente distanti di Minneapolis-Saint Paul, Saint Louis e Kansas City.
- megaregione della Costa del Golfo. La definizione della RPA di questa regione include le intere aree metropolitane che si estendono sul confine tra il Messico e gli Stati Uniti d'America, nello specifico Matamoros-Brownsville e Reynosa-McAllen.
- megaregione Nord-orientale; la "megalopoli" originale degli Stati Uniti, spesso chiamata "corridoio Boston-Washington", o "BosWash", si estende da Boston in Massachusetts nell'estremità nord-orientale, passando per New York, Filadelfia e Baltimora, fino a Washington nell'estremo meridionale. La definizione della RPA include anche l'area metropolitana di Richmond nell'estremo sud, e la parte della Virginia delle Hampton Roads.
- megaregione della California settentrionale. La definizione della RPA comprende la parte del Nevada del lago Tahoe, e l'intero Truckee Meadows inclusa Reno.
- megaregione del Piedmont Atlantico; il nome rappresenta un neologismo creato dalla RPA per un'area degli Stati Uniti sud-orientali che comprende Atlanta, Birmingham, Charlotte, Memphis, Nashville, Research Triangle (Raleigh-Durham) e Greensboro-Winston-Salem-High Point.[15]
- megaregione della California meridionale. La definizione della RPA comprende anche la Las Vegas Valley e l'area di Tijuana in Messico.
- megaregione del Texas Triangle. La definizione della RPA comprende le aree geograficamente distinte del corridoio Oklahoma City-Tulsa in Oklahoma.

## Identificazione
La metodologia utilizzata dalla Regional Plan Association per identificare le megaregioni emergenti prevede di assegnare ad ogni contea un punto per ognuno dei seguenti aspetti:
- essere parte di un'area statistica incentrata su un nucleo urbano;
- avere una densità di popolazione superiore a 200 persone per miglio quadrato secondo il censimento del 2000 (77 persone per chilometro quadrato);
- avere una previsione di crescita della popolazione superiore al 15% con una crescita della popolazione di almeno 1 000 persone entro il 2025;
- avere una previsione di crescita della densità di popolazione superiore a 50 persone per miglio quadrato tra il 2000 ed il 2025;
- avere una previsione di aumento dell'occupazione superiore al 15% e una crescita totale dei posti di lavoro superiore a 20 000 entro il 2025.[1]

Questa metodologia è stata più utile nell'identificare le regioni con una crescita rapida con centri metropolitani già esistenti rispetto a quelli più scarsamente popolari. Non include criteri per l'identificazione delle connessioni tra città. Il metodo RPA omette la parte orientale del Corridoio Québec-Windsor nel Canada.

## Statistiche
| Nome della megalopoli     | Popolazione in milioni 2010 | % di popolazione USA (2010) | Popolazione in milioni 2025 (stima) | Crescita della popolazione 2010 - 2025 (stima) | Principali città e aree metropolitane |
| ------------------------- | --------------------------- | --------------------------- | ----------------------------------- | ---------------------------------------------- | --- |
| Arizona Sun Corridor      | 5,6                         | 2%                          | 7,8                                 | 39,3%                                          | Chandler, Mesa, Phoenix, Tucson, Heroica Nogales |
| California meridionale    | 24,4                        | 8%                          | 29                                  | 18,9%                                          | Anaheim, Bakersfield, Inland Empire (San Bernardino-Riverside), Las Vegas, Long Beach, Los Angeles, San Diego, Tijuana |
| Costa del Golfo           | 13,4                        | 4%                          | 16,3                                | 21,6%                                          | Baton Rouge, Beaumont-Port Arthur, Corpus Christi, Gulfport-Biloxi, Houston, Lafayette, Lake Charles, Mobile, New Orleans, Pensacola, Navarre |
| Cascadia                  | 12,4                        | 4%                          | 13,5                                | 8,2%                                           | Abbotsford, Boise**, Eugene, Portland, Salem, Seattle, Tacoma, Spokane**, Tri-Cities**, Vancouver (BC), Vancouver (WA), Victoria |
| Florida                   | 17,3                        | 6%                          | 21,5                                | 24,3%                                          | Fort Lauderdale, Jacksonville, Miami, Orlando, Port St. Lucie, Tampa Bay Area (Tampa-Saint Petersburg-Clearwater), West Palm Beach |
| Front Range               | 5,5                         | 2%                          | 6,9                                 | 26%                                            | Albuquerque, Cheyenne, Colorado Springs, Denver, Pueblo, Salt Lake City** |
| Grandi Laghi              | 55,5                        | 18%                         | 60,7                                | 9,4%                                           | Buffalo, Chicago, Cincinnati, Cleveland, Columbus, Detroit, Erie, Fox Cities**, Grand Rapids, Hamilton, Indianapolis, Kansas City**, Louisville, Madison, Milwaukee, Minneapolis-Saint Paul**, Montreal**, Ottawa**, Pittsburgh, Quebec City**, Rochester**, Sarnia, Sault Ste. Marie**, Niagara, St. Louis, Sudbury, Syracuse, Toledo, Toronto, Twin Ports**, Wheeling, Windsor                                                 |
| Nord-est                  | 52,3                        | 17%                         | 58,4                                | 11,7%                                          | Atlantic City, Baltimora, Boston, Brookhaven, Bridgeport, Danbury, Filadelfia, Hampton Roads (Virginia Beach, Norfolk), Harrisburg, Hempstead, Islip, Jersey City, Lehigh Valley (Allentown-Bethlehem-Easton), Newark, New Haven, New York, Norwalk, Oyster Bay, Paterson, Portland, Providence, Richmond, Knowledge Corridor (Springfield e Hartford), Stamford, Trenton, Washington, Waterbury, Wilmington, Worcester, Yonkers |
| California settentrionale | 14                          | 5%                          | 16,4                                | 17,1%                                          | Fresno, Modesto, Oakland, Reno, Sacramento, San Francisco, San Jose, Stockton, Vallejo |
| Piedmont Atlantico        | 17,6                        | 6%                          | 21,7                                | 23,3%                                          | Atlanta, Birmingham, Charlotte, Chattanooga, Greenville, Huntsville, Jonesboro, Knoxville**, Memphis**, Montgomery, Nashville**, Piedmont Triad (Greensboro-Winston-Salem), Research Triangle (Raleigh-Durham-Chapel Hill), Tuscaloosa |
| Texas Triangle            | 19,7                        | 6%                          | 24,8                                | 25,9%                                          | Austin, Dallas-Fort Worth, Houston, Oklahoma City**, San Antonio, Tulsa** |

Notes:
- Houston appare due volte (come parte della Costa del Golfo e del Texas Triangle).
- Le popolazioni citate per le megalopoli che si estendendono nel Canada e nel Messico (Arizona Sun Corridor, Cascadia, Grandi Laghi e California meridionale) includono i loro residenti non statunitensi
- Le aree metropolitane disconnesse (come definite dalla RPA) sono segnalate con doppio asterisco (**). Le aree disconnesse nell'alta regione dei Grandi Laghi e nel Quebec meridionale non sono include nelle statistiche RPA.

## Grandi città non incluse in megaregioni
Tredici delle 100 principali aree metropolitane non sono comprese in nessuna delle 11 megaregioni. Tuttavia, l'area statistica su Lexington in Kentucky è identificata dalla RPA come parte dell'area di influenza della megalopoli dei Grandi Laghi, mentre le aree statistiche combinate di Albany e Syracuse nell'Upstate New York sono censite all'interno dell'influenza della megaregione nord-orientale. In maniera del tutto simile, le aree metropolitana di Augusta in Georgia e Columbia in Carolina del Sud sono considerate nella sfera della megalopoli del Piedmont Atlantico, mentre Jackson nel Mississippi nella megaregione della Costa del Golfo, Little Rock in Arkansas nel Triangolo del Texas, e le aree metropolitane di Des Moines e Omaha nella megalopoli dei Grandi Laghi. L'area metropolitana di El Paso in Texas è all'incirca equidistante da due megaregioni, essendo prossima al margine sud-orientale dell'Arizona Sun Corridor e anche al margine meridionale dell'area del Front Range. Le uniche città tra le 100 maggiori aree metropolitane che rimangono non comprese in nessuna megaregione sono Honolulu nelle Hawaii, Wichita in Kansas, Springfield in Missouri e Charleston in Carolina del Sud.
| Sud-ovest               | El Paso, Texas |
| Hawaii                  | Contea di Honolulu |
| Kansas                  | Wichita |
| Missouri                | Springfield |
| Valle del Mississippi   | Des Moines-Newton-Pella, Omaha-Council Bluffs, Little Rock-North Little Rock-Pine Bluff, Jackson-Yazoo City, Wichita-Winfield |
| Kentucky                | Lexington-Fayette-Frankfort-Richmond                                                                                          |
| Stati atlantici del sud | Charleston-North Charleston-Summerville, Augusta-Richmond County, Savannah, Columbia                                          |
| Upstate New York        | Syracuse-Auburn, Albany-Schenectady-Amsterdam                                                                                 |